# Yuki Stalph
Yuki Richard Stalph - em japonês, シュタルフ悠紀リヒャルト (Bochum, 4 de agosto de 1984) é um ex-futebolista e treinador de futebol teuto-japonês que atuava como zagueiro. 
Entre 2004 e 2014, jogou por SG Brohltal Burgbrohl, SG 99 Andernach, Vissel Kobe, Kyoto Purple Sanga, DSV Leoben, SC 1903 Weimar, Balestier Khalsa, Chonburi, Harrisburg City Islanders, SC Idar-Oberstein, Hekari United e JEF United B.
5 anos depois que se aposentou, Stalph assumiu o comando técnico do YSCC Yokohama, onde jogou nas categorias de base.

## Links
- Site oficial